# باران، بلاروس
باران (به لاتین: Baran) یک منطقهٔ مسکونی در بلاروس است که در رایون اورشا واقع شده‌است. باران ۱۱٬۶۶۲ نفر جمعیت دارد.